# 波桑德韦罗
波桑德韦罗，是西班牙阿拉贡自治区韦斯卡省的一个市镇。总面积15平方公里，总人口243人（2001年），人口密度16人/平方公里。